# Tachydromia rossica
Tachydromia rossica är en tvåvingeart som beskrevs av Igor Shamshev 1994. Tachydromia rossica ingår i släktet Tachydromia och familjen puckeldansflugor. Inga underarter finns listade i Catalogue of Life.